# Тимбилил, Алиса
Алиса Тимбилил — кенийская легкоатлетка, специализируется в беге на длинные дистанции. Серебряная призёрка чемпионата мира по кроссу 2005 года в личном первенстве. Выступала на Олимпийских играх 2000 и 2004 годов в беге на 10 000 метров, где занимала 14-е и 16-е места соответственно.
Её двоюродная сестра Нэнси Лангат, олимпийская чемпионка 2008 года.

## Достижения
Пробеги
- 3-е место на Гонолульском марафоне 2008 года — 2:37.31
- Победительница Римского полумарафона 2010 года — 1:10.34
- Победительница Амстердамского марафона 2010 года — 2:25.03

Кроссы
- Победительница Cinque Mulini 2003 года
- Победительница Cross Internacional Juan Muguerza 2005 года